# Бакунин, Пётр Васильевич
Пётр Васи́льевич Баку́нин (меньшой; 1734—1786) — тайный советник, член Коллегии иностранных дел.

## Биография
Родился в 1734 году(в Русском биографическом словаре — в 1732 году) в семье секретаря Коллегии иностранных дел Василия Михайловича Бакунина.
Воспитывался в Сухопутном шляхетном корпусе, по выпуске из которого в 1752 году поступил переводчиком в Коллегию иностранных дел; в 1754 году — коллежский асессор. Благодаря своим способностям и неутомимой деятельности быстро продвигался по служебной лестнице и достиг звания первого члена коллегии. Он стал лично известен императрице и пользовался её доверием; был любимцем и правой рукой Н. И. Панина, другом Завадовского и А. А. Безбородко.
Очень многие важнейшие дела в коллегии иностранных дел совершались при непосредственном его участии; так, «под его влиянием» была составлена знаменитая декларация вооруженного нейтралитета 1780 года. Значительная часть проекта об изыскании лучших мер к переселению в России ногайских орд, в 1783 г. была составлена им; им же было «сочинено» наставление Потемкину о присоединении Крыма (1777 г.). Вместе с А. А. Безбородко, по поручению императрицы, он составлял записку «о событиях в царствование Екатерины II». В 1785 г. Бакунин был назначен уполномоченным для возобновления торгового договора с Англией.

Сардинский посол ди Парелла так отзывается о Бакунине:

Этот член коллегии обязан почетным положением, которым пользуется в Петербурге, единственно своему искусству в письменном изложении дел и своему здравомыслию. С самого начала службы обнаружив свои дарования, он не замедлил сделаться правою рукою графа Панина, который нашел в Бакунине одного из тех редких людей, которые, не останавливаясь на ничтожных подробностях и мелочных затруднениях, способны обнять общее состояние дел с надлежащей точки зрения и притом излагать на бумаге самые сложные соображения с всевозможною точностью и ясностью… Он имеет такое влияние на дела, что никто его не обходит: министры в нём заискивают, а ввиду той пользы, которую он приносит, так близок к графу Безбородко, что слывет за посвященного во все важнейшие государственные дела.— 
На первом заседании Академии Российской 21 октября 1783 года был избран её действительным членом (академиком) в числе первых тридцати шести академиков. Но, полезный чиновник, Бакунин в то же время вызывал серьёзные обвинения, как человек.

По словам Сегюра, Бакунин был:

…бессовестный; он рад бы завладеть достоянием каждого; ему не нужно ничьего уважения, так как он придерживается философского принципа — не гнаться за тем, чего не можешь получить. Он как-то продал и предал графа Панина, своего благодетеля, и этим навлек на себя всеобщее презрение. Он не боится, что будет смещен: он обладает образованием, коварством и неутомимостью прокурора.

Указав на то, что Бакунин, «поддавшись общему течению», был в числе лиц содействовавших падению его покровителя графа Панина, и ди Парелла указывает: «Таким образом, если, с одной стороны, нельзя не признать в нём (Бакунине) ловкости и ума, то с другой добросовестность его более чем сомнительна». Поводом к подобному суждению служили весьма правдоподобные слухи, что он в 1774 г. передал императрице список членов известного заговора, составившегося в пользу Павла Петровича и имевшего во главе H. И. Панина. Кобеко утверждает, что из-за этого именно Павел Петрович «невзлюбил Бакунина, и последний никогда не мог добиться позволения явиться во дворец великого князя».
Скончался 16 (27) мая 1786 года. Похоронен на кладбище Александро-Невской лавры.

## Семья
В первом браке с Екатериной Андреевной имел дочерей Пелагею (1754—?) и Александру (1758—?). Второй раз женился на Анне Сергеевне Татищевой (03.06.1741—21.10.1778). Их дети: Елизавета (26.08.1763—16.03.1798), Павел (1766—1805/1806), Модест (1767—1802) и Елена (22.05.1778—?)